# Elección para gobernador de Pensilvania de 2010
La elección para gobernador de Pensilvania de 2010 tuvo lugar el 2 de noviembre. 

## Primaria republicana

### Candidatos

#### Declarados
- Tom Corbett, procurador general de Pensilvania (del municipio de Shaler)
- Sam Rohrer, representante estatal (del municipio de Robeson)

#### Candidaturas declinadas
- Jim Gerlach, excongresista del 6.º distrito congresional de Pensilvania
- Pat Meehan, exfiscal de los Estados Unidos para el distrito este de Pensilvania[2] (se postuló y ganó en el 7.º distrito congresional de Pensilvania)

### Resultados
|  | 68.7 % |

|  | 31.3 % |

|  | 100 % |

## Primaria demócrata
|  | 45.1 % |

|  | 24.1 % |

|  | 18.1 % |

|  | 12.7 % |

|  | 100 % |

## Resultados
|  | 54.49 % |

|  | 45.51 % |

|  | 100 % |

|  | 47.88 % |